# Diplotropis rodriguesii
Diplotropis rodriguesii är en ärtväxtart som beskrevs av Lima. Diplotropis rodriguesii ingår i släktet Diplotropis och familjen ärtväxter. Inga underarter finns listade i Catalogue of Life.